# Nuussuaq Helistop
Nuussuaq Helistop (IATA: , ICAO: BGNU) er en grønlandsk flyveplads beliggende i Nuussuaq (Kraulshavn) med et gruslandingsområde på 20 m x 30 m. I 2008 var der 592 afrejsende passagerer fra flyvepladsen fordelt på 122 starter (gennemsnitligt 4,85 passagerer pr. start).
Nuussuaq Helistop drives af Mittarfeqarfiit, Grønlands Lufthavnsvæsen. Statens Luftfartsvæsen fører tilsyn med flyvepladsen.

## Eksterne links
- AIP for BGNU fra Statens Luftfartsvæsen Arkiveret 8. marts 2012 hos  Wayback Machine